# István Szőke
István Szőke (Budapest, 13 febbraio 1947 – Budapest, 1º giugno 2022) è stato un calciatore ungherese, di ruolo centrocampista.